# مارغريت فارلي
مارغريت فارلي (بالإنجليزية: Margaret Farley)‏ هي كاتِبة ومؤلفة أمريكية، ولدت في 15 أبريل 1935.